# Westlife (együttes)
A Westlife egy írországi fiúegyüttes, amely 1998. július 3-án jött létre. Jelenlegi tagjai Nicky Byrne, Kian Egan, Mark Feehily és Shane Filan. Brian McFadden 1998 és 2004 között volt az együttes tagja. Az egyetlen olyan csapat, melynek az első évben 7 száma is slágerlista-vezető volt, továbbá negyvenmillió darab lemezt adtak el világszerte.
Simon Cowell volt a fő alapító, de később Louis Walsh menedzselte a srácokat. 2008-ban a Westlife volt a kilencedik leggazdagabb híresség Írországban a 30 év alattiak körében, egyébként pedig a tizennegyedik. 14 folyamatos listavezető slágerük volt az Egyesült Királyságban, ami a harmadik legeredményesebb siker az országban. Ezzel olyanokat előztek meg, mint például Elvis vagy a Beatles. Mindezek mellett számos elismerést és díjat is bezsebeltek.
2004-ben Brian McFadden elhagyta a csapatot, amely ezután négyesben folytatta az éneklést. 2011. október 19-én jelentették be visszavonulásukat. Utolsó koncertjük 2012. június 23-án volt, a dublini Croke Park stadionban.
2018. október 3-án videóüzenetben jelentették be visszatérésüket. Az együttes megalakulásának 20. évfordulóját megünnepelve 2019-ben új album jelenik meg, és turnéra is készülnek.

## Tagok
- Nicky Byrne 1978. október 9-én született Dublinban. Énekes karrierje előtt profi labdarúgó szeretett volna lenni a Leeds United FC csapatnál. 2003-ban elvette gyermekkori szerelmét Georgina Ahernt. 2007. április 20-án ikerfiaik születtek Rocco Bertie és Jay Nicky néven. Lányuk, Gia 2013. október 23-án született. Apósa egyébként a korábbi ír miniszterelnök, Bertie Ahern.
- Kian Egan 1980. április 29-én született Sligóban, Patricia és Kevin Egan gyermekeként. A Summerhill College középiskolában járt Sligóban, ott ismerte meg Shane Filant és Mark Feehilyt, majd egy zenekarban is játszottak, az IOYOU-ban. Kian 2009. május 8-án feleségül vette a színésznő-énekes Jodi Albertet, Barbadoson. Őket még Shane mutatta be egymásnak. Első fiúgyermekük 2011. december 20-án született, és a Koa nevet kapta. A pár második gyermeke, Zekey 2015. május 21-én, a legkisebb, Cobi 2017. szeptember 29-én született meg.
- Mark Feehily 1980. május 28-án született Sligóban. Korábban egy fotolaborban dolgozott. Az éneken kívül többek között a dalszerzésből is kivette a részét a csapat munkájában, például ő az "Imaginary Diva", a "Reach Out", az "I Will Reach You" és a "Beautiful World" társszerzője is. Bár Shane Filan az együttes húzóalakja, Mark hangja is erősen jellemzi csapatát. Magánéletében visszahúzódó, ritkán nyilatkozik a sajtónak. 2005 augusztusában a The Sun magazinnak adott interjújában jelentette be homoszexualitását.[3]
- Shane Filan 1979. július 5-én született Sligóban. Mindig is érdekelte a zene és a tánc. Az első együttese az IOYOU volt, ahonnan később csatlakozott a Westlife-hoz. Ő és Mark a csapat főénekesei. 2003 óta házasok Gillian Walshsal és azóta három gyermekük is született, Nicole Rose (2005. július 23.), Patrick Michael (2008. szeptember 15.) és Shane Peter (2010. január 22.).

## Történet
Az egész történet Sligóból indult, ahol Kian, Mark és Shane egy hat tagú vokál együttes, az IOYOU (IOU) tagjai voltak. A másik három tag Derrick Lacey, Graham Keighron és Michael "Miggles" Garrett volt. Menedzserük Mary McDonagh volt. Az IOYOU-nak megjelent egy kislemeze, aminek címe "Together Girl Forever" volt. A zenekart ezután fedezte fel a Boyzone menedzsere Louis Walsh, akinek Shane édesanyja mutatta be őket.
Mivel az IOYOU nem felelt meg Simon Cowell elvárásainak, ezért a lemezszerződés érdekében változtatásra volt szükség. Az IOYOU két tagjának távoznia kellett, majd ezután meghallgatást szerveztek Dublinban és ekkor került a csapatba Nicky és Bryan. Ezek után még egy IOYOU-tagnak távoznia kellett, mégpedig Michael Garret-nek. Ezután a csapat a Westside nevet kapta. Mivel ez már foglalt volt, ezért nem sokkal később új nevet választottak, a Westlife-ot.

## Diszkográfia
- Westlife (1999)
- Coast to Coast (2000)
- World of Our Own (2001)
- Unbreakable – The Greatest Hits Vol. I (2002)
- Turnaround (2003)
- Allow Us to Be Frank (2004)
- Face to Face (2005)
- The Love Album (2006)
- Back Home (2007)
- Where We Are (2009)
- Gravity (2010)
- Greatest Hits (2011)
- Spectrum (2019)

## Fordítás
- Ez a szócikk részben vagy egészben  a   Westlife című angol Wikipédia-szócikk fordításán alapul.  Az eredeti cikk szerkesztőit annak laptörténete sorolja fel. Ez a jelzés csupán a megfogalmazás eredetét és a szerzői jogokat jelzi, nem szolgál a cikkben szereplő információk forrásmegjelöléseként.
- Ez a szócikk részben vagy egészben  a   Westlife című német Wikipédia-szócikk fordításán alapul.  Az eredeti cikk szerkesztőit annak laptörténete sorolja fel. Ez a jelzés csupán a megfogalmazás eredetét és a szerzői jogokat jelzi, nem szolgál a cikkben szereplő információk forrásmegjelöléseként.

## Külső hivatkozások
- Az együttes Facebook oldala
- Az együttes Twitter oldala
- Magyar rajongói oldal